# Anatoly Onoprienko
Anatoly Onoprienko (em ucraniano: Анатолій Онопрієнко; Zhytomyr, 25 de julho de 1959 – ibídem ucraniano:  Анатолій Онопрієнко, 27 de agosto de 2013) foi um estudante de guarda florestal e assassino em série ucraniano. Foi conhecido como Besta de Ucrânia, Terminator e Cidadão . Após a polícia o prender em 16 de abril de 1996, Onoprienko confessou ter matado 52 pessoas entre 1989 e 1996.

## Crimes
Onoprienko tinha uma estatura média, aspecto de desportista, racional, educado, eloquente, dotado de uma excelente memória e desprovido de piedade. Solteiro, pai de um menino, reconheceu ter tido uma infância muito difícil: Sua mãe tinha morrido quando ele tinha 4 anos,e seu pai e seu irmão mais velho o tinham abandonado em um orfanato. Já adulto, para ganhar a vida, trabalhou como marinheiro e bombeiro na cidade de Dneprorudnoye. Apesar dessas ocupações, o ucraniano confessou que sua fonte primária de renda era criminosa, vindo de roubos e assaltos.
A vida criminal de Onoprienko começou no final dos anos 1980. Em 1989, ele, junto com seu sócio Serhiy Rogozin, roubaram e mataram nove pessoas. Com a polícia em sua busca, Onoprienko optou por abandonar o país ilegalmente para percorrer Áustria, França, Grécia e Alemanha, onde  esteve seis meses preso por roubo e depois foi expulso.
Em 1995, retornou a Ucrânia onde voltou a matar e a estabelecer uma onda de crimes e de terror na região de Zhytomyr. Entre o outubro de 1995 e março de 1996, matou 43 pessoas. Na Nochebuena de 1995, atacou a isolada moradia da família Zaichenko. O pai, a mãe e dois meninos foram mortos e a casa foi incendiada. Seis dias depois, a cena se repetiu com outra família de quatro membros. Acredita-se que até oito famílias foram atacadas e assassinadas por Onoprienko durante aqueles seis meses nas regiões de Odesa, Leópolis e Dniepropetrovsk.
O modus operandi do assassino consistia em invadir casas pouco antes do amanhecer, render os habitantes e matar os homens com uma arma de fogo e as mulheres e as crianças com uma faca, um machado ou um martelo. Em seguida, incendiava a moradia e se alguém tinha a má sorte de cruzar em seu caminho, também terminava morto. Inclusive matou em seu berço um bebé de três meses, asfixiando-o com uma almofada.
Anatoli Onoprienko seguiu os passos de "O Carnicero de Rostov" Andrei Chikatilo. Ambos mataram ao mesmo número de vítimas, mas são muito diferentes. Chikatilo, executado em 1994, era um maníaco sexual. Só matava mulheres e meninos, cujos corpos violava e mutilava. Enquanto Onoprienko, era um ladrão que matava com brutalidade,com o objetivo de roubar, mas sem comportamentos de um maníaco sexual. 
Estas matanças incitaram a segunda maior investigação criminal da história soviética, atrás apenas das investigações de Andrei Chikatilo. O governo ucraniano enviou uma boa parte da Guarda Nacional com a missão de velar pela segurança dos cidadãos e mobilizou mais de 2000 pesquisadores das polícias federal e local.
Os polícias começaram a procurar um personagem itinerante e elaboraram uma lista na qual figurava um homem que viajava frequentemente pelo sudoeste de Ucrânia para visitar a sua noiva. O perfil do assassino correspondia a uma personagem itinerante pela
zona sul do país.
Em março de 1996, O Serviço de Segurança de Ucrânia (SBU) detiveram o jovem de 26 anos Yury Mozola como suspeito dos assassinatos. Durante seis dias, os membros de segurança torturaram o detento mediante fogo e cargas eléctricas. Mozola negou-se a confessar os factos e morreu no meio da tortura. Sete responsáveis da morte foram encarcerados por isso.

## Prisão do assassino
Ao fim, todas as suspeitas foram caindo para Onoprienko. As provas definitivas foram achadas no apartamento de sua noiva e seu irmão, onde foi encontrada uma pistola roubada e 122 objetos pertencentes às vítimas. Quando a polícia lhe pediu os documentos na porta de sua casa, Onoprienko não quis facilitar a tarefa, e fez um esforço vão por conseguir uma arma e se defender.
Quando foi preso, confessou imeditamente oito crimes feitos entre 1989 e 1995. Ainda que tenha negado o resto de assassinatos, muito cedo admitiu ser responsável por 52 homicídios em seis anos de caçada. Em um momento determinado da investigação, o acusado afirmou que ouvia vozes de "deuses extraterrestres" em sua cabeça, que o tinham escolhido por o considerar "de nível superior" e lhe tinham ordenado a cometer os crimes. Também assegurou que possuía poderes hipnóticos e que podia se comunicar com os animais através da telepatia.

## Julgamento de Onoprienko
Em 23 de novembro de 1998, iniciava-se em Zhytomyr o julgamento. Na sala contrapunha-se os gritos de um público enloquecido que reclamava a cabeça do acusado com a calma de Onoprienko. O assassino seguia sem arrepender-se de nenhum de seus crimes.
O julgamento foi um dos mais complexos e caros da história da justiça ucraniana. Mais de 400 testemunhas e centenas de especialistas passaram participaram. A perícia médica qualificou o serial killer como perfeitamente sensato que pode e deve assumir as consequências de seus atos. O mesmo definia-se como um "ladrão" que matava para roubar. A acusação pediu pena de morte para Onoprienko. Foi condenado e declarado culpado. No entanto, a pena de morte foi convertida para prisão perpétua.

## Falecimento
Faleceu no cárcere de Zhytomyr em 27 de agosto de 2013, aos 54 anos, em consequência de um ataque cardíaco